# Jenny Valentine
Jenny Valentine (*  1970 in Cambridge) ist eine britische Kinder- und Jugendbuchautorin.

## Leben
Valentine studierte Englische Sprache und Literatur am Londoner Goldsmith’s College. Für ihr erstes publiziertes Buch Finding Violet Park bekam sie den Guardian Children’s Fiction Prize 2007. In ihren Romanen geht es immer um Geheimnisse.
Valentine lebt mit ihrem Mann Alex Valentine und zwei Kindern in Hay-on-Wye.

## Auszeichnungen
- 2010: LUCHS 280 für Kaputte Suppe
- 2010: Kröte des Monats April für Kaputte Suppe
- 2011: Einladung ins Kinder- und Jugendprogramm des 11. internationalen literaturfestivals berlin

- 2011: Die besten 7 Bücher für junge Leser (Deutschlandfunk/Focus) für Das zweite Leben des Cassiel Roadnight

## Werke
- 2007: Finding Violet Park (US-Ausgabe: Me, the Missing, and the Dead).
  - Deutschsprachige Ausgabe: 2009: Wer ist Violet Park?.
- 2008: Broken Soup.
  - Deutschsprachige Ausgabe: 2010: Kaputte Suppe.
- 2009: The Ant Colony.
  - Deutschsprachige Ausgabe: 2010: Die Ameisenkolonie.
- 2009: Iggy and me.
  - Deutschsprachige Ausgabe: 2010: Meine kleine Schwester Kiki und ich
- 2010: The Double Life of Cassiel Roadnight.
  - Deutschsprachige Ausgabe: 2013: Das zweite Leben des Cassiel Roadnight.
- 2015: Fire Colour One.
  - Deutschsprachige Ausgabe: 2016: Durchs Feuer.